# Wengeberg
Der Wengeberg ist mit 442 m ü. NN die höchste Erhebung der Stadt Breckerfeld und des Ennepe-Ruhr-Kreises in Nordrhein-Westfalen. Da Breckerfeld dem Zweckverband Regionalverband Ruhr angehört, ist der Berg in Verwaltungshinsicht die höchste Erhebung des Ruhrgebiets. Überdies ist der Wengeberg die höchste Erhebung der Breckerfelder Hochfläche, dem westlichsten Höhenzug des Altenaer Sattels im märkischen Sauerland.

## Geographische Lage
Der doppelkuppige Wengeberg liegt im Süden der Stadt Breckerfeld auf der Wasserscheide zwischen den Flusssystemen von Volme und Ennepe. Der nordöstliche Gipfel (441 m ü. NHN) ist bewaldet. Die Landesstraße L 528 führt am südwestlichen Gipfel auf maximal 438,2 m ü. NHN. Dort befindet sich die zu Breckerfeld gehörende Ortschaft Wengeberg.

## Bauwerke
Der Gipfel des Wengebergs ist Standort eines Sendemasts und eines Restaurants.
Seine exponierte Lage diente bereits Mitte des 19. Jahrhunderts als Standort für die Station 45 der Preußischen optischen Telegrafenlinie zwischen Berlin und der Rheinprovinz. 
Am 5. August 1894 wurde von der Stadt und Landgemeinde Breckerfeld auf dem Wengeberg ein Aussichtsturm aus Eisen errichtet, der den Namen Hohenzollernturm erhielt. Im Untergeschoss wurden die Büsten der drei Kaiser des Deutschen Kaiserreichs aufgestellt und der Turm kam in den Besitz der Abteilung Breckerfeld des Sauerländischen Gebirgsvereins (SGV). Der Turm wurde noch in der ersten Hälfte des 20. Jahrhunderts abgetragen.